# Navicordulia kiautai
Navicordulia kiautai – gatunek ważki z rodziny szklarkowatych (Corduliidae). Występuje na terenie Ameryki Południowej.